# Glock 22
Glock 22 (Глок-22) — самозарядный пистолет фирмы Glock под калибр .40 S&W. Приняты на вооружение ФБР США для специальных агентов. По конструкции этот пистолет схож с базовым пистолетом «Глок-17», но крупнее и массивнее аналога.

## Конструкция
Glock 22 имеет конструкцию одинаковую с другими пистолетами фирмы Глок (за исключением пистолетов Glock 25 и Glock 28 использующих другой принцип работы автоматики — принцип свободного затвора). Автоматика пистолета работает по принципу использования отдачи при коротком ходе ствола, отпирание затвора происходит при перекосе ствола в вертикальной плоскости вследствие взаимодействия фигурного паза в приливе казённой части ствола с корпусом пистолета. Запирание производится за счёт вхождения прямоугольной казённой части ствола в окно для выброса гильз. Ударно-спусковой механизм ударниковый, с частичным взведением, и довзведением при каждом выстреле. Имеются три автоматических предохранителя: предохранитель на спусковом крючке блокирует движение крючка назад, освобождая его только при нажатии непосредственно на сам спусковой крючок; один предохранитель ударника делает невозможным выстрел при срыве ударника, второй блокирует ударник до тех пор пока не будет выжат спусковой крючок, ручных предохранителей пистолет не имеет. Рамка пистолета сделана из полимерного материала.

## Варианты
- Glock 22C — оснащён компенсатором у дульного среза и отверстиями в затворе-кожухе под них, уменьшающим подскок оружия при выстреле.